# Иван Ковачев
Иван Иванов Ковачев е български военен деец, полковник, заемал редица висши военни длъжности по време на Първата световна война (1915 – 1918).

## Биография
Иван Ковачев е роден на 2 ноември 1878 г. в Русе, Княжество България. През 1899 г. завършва Военното на Негово Княжеско Височество училище в 20-и випуск и е произведен в чин подпоручик. Служи във втори пехотен искърски полк и Школата за запасни офицери. През 1903 е произведен в чин поручик, а на 31 декември 1906 в чин капитан. Като поручик Иван Ковачев служи като взводен командир във Военно на Н. К. В. училище. През 1908 година, като капитан от Школата за запасни подпоручици в пехотата е командирован за обучение в Николаевската академия на ГЩ в Санкт Петербург, която завършва през 1911 г.
На 18 май 1913 г. е произведен в чин майор, след което служи в 19-и пехотен шуменски полк.

### Първа световна война (1915 – 1918)
По време на Първата световна война (1915 – 1918), от 23 септември 1915 до 23 април 1916 г. служи като старши адютант в щаба на 5-а пехотна дунавска дивизия, след което е съгласно заповед №285 по Действащата армия е назначен за командир на дружина от 5-и пехотен дунавски полк. На 30 май 1916 година е произведен в чин подполковник. На 2 август 1916 със заповед №432 по Действащата армия е назначен за началник-щаб на 2-ра бригада от 5-а пехотна дунавска дивизия, на която длъжност е до 28 декември 1916 г., когато със заповед №630 по Действащата армия поема командването на дружина от 18-и пехотен етърски полк.
На 8 април 1917 г. подполковник Ковачев е назначен за началник-щаб на 11-а пехотна македонска дивизия (съгласно заповед № 783 по Действащата армия), а на 18 юни същата година (заповед № 522 по ДА) е назначен за командир на 18-и пехотен полк, на която длъжност е до 17 юли 1919 г., като междувременно на 30 май 1918 година е произведен в чин полковник. В периода (31 март – 10 април 1918 г.) подполковник Ковачев е включен в курса за щаб-офицери при щаба на немската 11-а армия, който се провежда в град Прилеп. Полковник Иван Ковачев преминава в запаса на 13 ноември 1920 година.

## Военни звания
- Подпоручик (1899)
- Поручик (1903)
- Капитан (31 декември 1906)
- Майор (8 май 1913)
- Подполковник (30 май 1916)
- Полковник (30 май 1918)

## Награди
- Орден „За заслуга“ (1908)
- Знак „За 10 години отлична служба“ (1909)
- Военен орден „За храброст“ IV степен 2 клас (1913)
- Народен орден „За военна заслуга“ IV степен (1914)
- Военен орден „За храброст“ IV степен 1 клас (1917)
- Орден „Железен кръст“ II степен, Германия (1917)